# Abbaye de Neuenberg
L’abbaye de Neuenberg est une ancienne abbaye bénédictine à Neuenberg, devenu un quartier de Fulda, dans le Land de Hesse et le diocèse de Fulda.

## Histoire
Le monastère est fondé en 1023 par l'abbé de Fulda Richard d'Amorbach (mort en 1039) à Neuenberg, en face des remparts de la ville de Fulda. Il est enterré dans ce monastère le 20 juillet 1039. Sa tombe est toujours dans l'église abbatiale.
Déjà au XIIe siècle, le village de Neuenberg est présent près du monastère.
L'abbaye de Fulda forme le centre d'un "paysage sacré" avec au nord l'abbaye de Frauenberg, à l'est l'abbaye de Petersberg, au sud le prieuré de Johannesberg et à l'ouest l'abbaye de Neuenberg.
En 1023, l'église abbatiale achevée est consacrée sur le « Neuen Berge des hl. Andreas » par l'archevêque Aribon de Mayence. Le nouveau monastère abrite environ 25 moines au cours des premières années. Au milieu de la nef se trouve à l'origine un jubé, auquel est attaché un autel. Ce jubé est la clôture religieuse entre les moines et les paroissiens.
L'abbaye subit sa première grande destruction en 1441 à la suite d'un grand incendie qui détruit la plupart des bâtiments du monastère. La reconstruction est lente. La chapelle gothique Saint-Jean, située dans la premier clocher de l'église Saint-André, est construite en 1480 par le prévôt Gerlach II. De cette époque se trouvent encore l'abside avec vue sur le chœur de l’église, l'autel en pierre et la voûte à croisée d'ogives gothique.
Pendant la semaine de Pâques 1525, le monastère est incendié par des fermiers révoltés de Souabe et de Franconie pendant la guerre des Paysans allemands. La dévastation est si grande que les moines déplacés ne retournent pas dans leur abbaye. Cependant, l'église demeure.
Au XVIIe siècle, l'église Saint-André est redécorée dans un style baroque. La nef a de grandes fenêtres et le plafond à poutres romanes est remplacé par une voûte en stuc.

## Crypte
La crypte ottonienne sous l'autel est inchangée depuis la fondation du monastère. Elle est soutenue par quatre colonnes avec des bases attiques et des chapiteaux romans. Les fresques de la crypte ottonienne, qui datent de 1025, revêtent également une grande importance historique sur le plan de l’art. Elles sont uniques dans la peinture murale médiévale. Les seules restantes en Allemagne sont celles de l'église Saint-Georges d'Oberzell.
En 1932, les anciennes peintures murales de la crypte ottonienne sont redécouvertes lors de travaux de réparation et exposées. Ils montrent une procession liturgique de 22 anges dans la direction de l'autel. Sur le mur oriental de l'abside se trouvent trois petites fenêtres romanes, dans les intrados figurent les figures de l'Ancien Testament représentées par Abel, Abraham et Melchisédech.
La crypte est consacrée de nouveau le 3 février 2006 après 15 ans d'analyse et de restauration par Mgr Heinz Josef Algermissen.